# Lugros
Lugros là một đô thị trong tỉnh Granada, Tây Ban Nha.